# دين كافاناه
دين كافاناه (بالإنجليزية: Dean Cavanagh)‏ هو كاتب سيناريو وفنان وصحفي بريطاني، ولد في 1966.

## وصلات خارجية
- دين كافاناه على موقع IMDb (الإنجليزية)
- دين كافاناه على موقع ميوزك برينز (الإنجليزية)
- دين كافاناه على موقع ديسكوغز (الإنجليزية)
- دين كافاناه على موقع قاعدة بيانات الفيلم (الإنجليزية)